# Erectopus
Erectopus is een geslacht van vleesetende theropode dinosauriërs, behorend tot de Tetanurae, dat tijdens het vroege Krijt leefde in het gebied van het huidige Frankrijk. De enige benoemde soort is Erectopus superbus.

## Vondst en naamgeving
In 1875 beschreef geoloog Charles Barrois twee fossiele tanden en een wervel die hij aangetroffen had in de verzameling van Louis Pierson en die gevonden waren bij Louppy-le-Château. In 1882 benoemde Henri-Émile Sauvage de tanden, samen met ander fossiel materiaal, als een soort van Megalosaurus: Megalosaurus superbus. De soortaanduiding betekent "trots" in het Latijn. In 1923 schiep Friedrich von Huene er een apart geslacht voor, Erectopus, zodat de soortnaam Erectopus superbus werd. De geslachtsnaam is afgeleid van het Latijnse erectus, "rechtop", en het Klassiek Griekse, pous, "voet", een verwijzing naar het feit dat het dier een teenganger was. In 1928 wezen Charles Jean Julien Depéret en Justin Savornin de soort toe aan Dryptosaurus als een D. superbus maar deze opvatting kreeg weinig navolging. In 1932 kwam von Huene tot de conclusie dat er geen bewijs was dat de tanden en de rest van het materiaal iets met elkaar te maken hadden. Met als uitgangspunt dat Sauvage M. superbus op de tanden gebaseerd had, schiep von Huene daarom een nieuwe soort Erectopus sauvagei. Verschillende onderzoekers bleven echter van een Megalosaurus superbus spreken, vooral omdat men Erectopus als een nomen dubium zag wegens het beperkte en slecht toegankelijke materiaal. Von Huene zelf gebruikte voor de tanden de aanduiding "Gen. indeterm. superbus", waarbij dus de oude soortaanduiding aan een onbepaald genus geplakt werd maar deze vorm van naamgeving is volledig onconventioneel.
Na de dood van Pierson werd zijn collectie in verschillende partijen verkocht. Het holotype werd als niet meer traceerbaar beschouwd. In 2005 toonde een studie van Ronan Allain echter aan dat van een deel van het materiaal afgietsels waren gemaakt door Pierson en geschonken aan het Muséum national d'histoire naturelle. Daarnaast had paleontoloog Christian de Muison eind twintigste eeuw nog een stuk linkerbovenkaak van het specimen — overigens door Sauvage als een stuk onderkaak geïnterpreteerd — bij een fossielenhandelaar kunnen kopen. Allain wees erop dat uit de publicatie van Sauvage helemaal niet blijkt dat hij slechts de tanden als holotype aanwijst. Dit impliceert dat de correcte soortnaam Erectopus superbus is.
De afgietsels kunnen dienen als vervangend typemateriaal, een zogenaamd plastotype. Samen met het stuk kaak vertegenwoordigen ze nu als specimen MNHN 2001-4 het oorspronkelijke holotype. Allain heeft geoordeeld dat dit uit te onderscheiden syntypen moet worden geacht te bestaan waaruit hij het kaakfragment als lectotype heeft aangewezen. MNHN 2001-4 bestaat uit een stuk maxilla met drie tanden; van de rechterhand een gedeelte van het eerste vingerkootje van de eerste vinger, een klauw van de eerste vinger, een gedeeltelijk vingerkootje van de tweede vinger, het tweede vingerkootje van de tweede vinger, de klauw van de tweede vinger, het derde middenhandsbeen, het eerste vingerkootje van de derde vinger, het bovenstuk van het tweede vingerkootje van de derde vinger; een linkerdijbeen, de boven- en onderkant van een linkerscheenbeen, het linkercalcaneum en het tweede rechtermiddenhandsbeen. De elementen van de hand bevinden zich in een enkel blok; omdat daarvan slechts een afgietsel bewaard is gebleven, is slechts hun rechterkant bekend.
Het verloren gegane materiaal bevatte ook wervels, ribben, delen van het bekken, het kuitbeen en stukken onderarm. Het geheel is gevonden in de mariene afzettingen van La Penthèive, die stammen uit het onderste Albien. Ook ander Frans materiaal is door Von Huene aan Erectopus toegewezen maar daarvan wordt nu betwijfeld of er enig verband bestaat. Hetzelfde geldt voor toewijzing van materiaal uit Roemenië en Portugal aan E. superbus en uit Egypte aan een Erectopus sp.

## Beschrijving
Erectopus is een middelgrote roofsauriër. Het dijbeen heeft een lengte van 48 centimeter en de voet van 23 centimeter, hetgeen wijst op een lichaamslengte van vier à vijf meter. Het gewicht is door Allain geschat op tweehonderd kilogram. De tanden zijn afgeplat, langgerekt en naar achteren gebogen met een kroonlengte van ongeveer zes centimeter.
Allain geeft de volgende diagnose van Erectopus: de achterste tak van de maxilla is afgerond; slanke nek van de dijbeenkop; het bovendeel van het dijbeen is naar achteren gebogen; de voorste bovenrand van het calcaneum is naar boven gericht; het calcanuem is tweemaal zo lang in doorsnede (5,6 cm) als verticaal dik; het raakvlak van het sprongbeen met het scheenbeen heeft een naar achteren en midden gericht uitsteeksel; het tweede middenvoetsbeen heeft een lengte gelijk aan de helft van de lengte van het dijbeen; de zijrand van het bovendeel van het tweede middenvoetsbeen is gelijkmatig hol.
Vroeger werd gedacht dat een uniek kenmerk van het dijbeen van Erectopus bestond uit een combinatie van een rechte onderschacht en een van achteren holle bovenschacht maar het onderzoek van Allain wees uit dat dit een artefact was van slechte preparatie en restauratie door Pierson van het gebroken fossiel.

## Fylogenie
Von Huene wees Erectopus in 1923 toe aan de Carnosauria; in 1932 aan een eigen Erectopodidae maar die naam kreeg geen navolging. Meestal deelden latere onderzoekers de soort in bij de Megalosauridae.
Allain concludeerde in 2005 tot een plaatsing in de Allosauroidea, hoofdzakelijk wegens de vorm van de verbinding van het sprongbeen met het scheenbeen. De meeste wetenschappers denken dat dit nog te precies is en geen nadere bepaling mogelijk is dan een meer algemene Tetanurae.